# Ekcle
Ekcle foi um duo musical de música eletrônica formado em Bristol, Reino Unido em maio de 2016 por Harvey Carter e Jack Angel. Seu primeiro extended play (EP) foi lançado em 2017, e um outro EP foi lançado dois anos depois. Seu primeiro lançamento de 2020, "Pearl Jigsaw", foi bem recebido. A dupla se separou em março de 2021.

## Carreira
Carter e Angel se conheceram na universidade por volta de 2013 ou 2014, e cada um deles tinham seus próprios projetos musicais, e sempre admiravam o trabalho um do outro. Por volta de maio de 2016, os dois se encontraram em Bristol, no Reino Unido, e formaram a dupla oficialmente. Suas inspirações incluem Hans Zimmer, Sigur Ros, Carbon Based Lifeforms, Mostfear, Flying Lotus, Floating Points e Bibio. Em maio de 2017, após uma série de canções lançadas gratuitamente na Inspector Dubplate, Ekcle lançou seu primeiro extended play (EP), Deshoda, por meio da Inspected. Um segundo EP, Yoja, foi lançado em 2019, na mesma gravadora.
A maneira como trabalhamos com as músicas em Yoja tem sido um processo completamente diferente de Deshoda. Tudo em Deshoda foi uma ideia que crescemos com o projeto em mente. Abordamos o 'Yoja' de uma maneira diferente, pegando ideias já escritas (mesmo antes de estarmos juntos) e misturando-as novamente, mantendo o fluxo da ideia em mente.
— Ekcle sobre as canções de Yoja.

O primeiro lançamento de 2020 do duo foi o single "Pearl Jigsaw" em fevereiro, que foi chamado de "um passeio imprevisível e selvagem para qualquer ouvinte" por um escritor do site EDM.com. Outros sites também elogiaram a canção. No dia 16 de abril, uma versão ao vivo de "Pearl Jigsaw" foi lançada. Ao final do mesmo mês, Ekcle e outros artistas lançaram o single "Daydream" como uma forma de "unificação sônica", por meio da gravadora Analogue Dawn, com todos os fundos arrecadados com a canção sendo doados ao Alto Comissariado das Nações Unidas para os Refugiados. Em um comunicado de imprensa, eles disseram que "cada contribuição apoiará refugiados, pessoas deslocadas e suas comunidades anfitriãs com acesso a serviços e suprimentos essenciais de saúde antes, durante e após a pandemia de COVID-19". Ekcle lançou seu primeiro dual-single, "Serpent Grail / Sosen Yahn", no dia 9 de julho. Em 21 de agosto, foi lançado um EP de 2 faixas, Semblance, com Aleph.
No dia 11 de março de 2021, a dupla anunciou que estaria se separando. Os integrantes seguiram carreiras individuais.

## Discografia
A discografia de Ekcle é formada por um álbum de remix, três extended plays, quatorze singles e um remix.
Álbuns de remix
- Pearl Jigsaw Remixes (2020)

Extended plays
- Deshoda (2017)
- Yoja (2019)
- Semblance (com Aleph) (2020)

Singles
- "Kiracik"[estilização 1] (2016)
- "Mosaic"[estilização 2] (2016)
- "Oxbane"[estilização 3] (2016)
- "Basin City" (2016)
- "To Give Credence" (2017)
- "Treading the Floors of the Sky" (com participação especial de Owsey) (2018)
- "Everything the Light Graces" (com Aether) (2018)
- "Florentine" (2019)
- "Kiracik [Reprise]" (2019)
- "Jindigo" (2019)
- "Pearl Jigsaw" (2020)
- "Daydream" (com Aether, Zes, Lilia e Grand Pavilion) (2020)
- "Serpent Grail / Sosen Yahn" (2020)
- "Inbetween" (com Aleph)

Remixes
- "Zola Courtney - Nothing To Lose (Ekcle Remix)" (2020)

Notas de estilização
1. ↑  "[. k i r a c i  k]"
2. ↑  "M o s a i c"
3. ↑  "-OXBANE-"